# Justin Francis Rigali
Justin Francis Rigali (Los Angeles, 19. travnja 1935.) američki je prelat Katoličke Crkve. Nakon diplomatske i akademske karijere u Rimu, od 1994. do 2003. služio je kao nadbiskup St. Louisa. Zatim je služio kao nadbiskup Philadelphije od 2003. do svoje ostavke 2011. godine. Proglašen je kardinalom 2003. godine.